# Norra Riddarholmshamnen

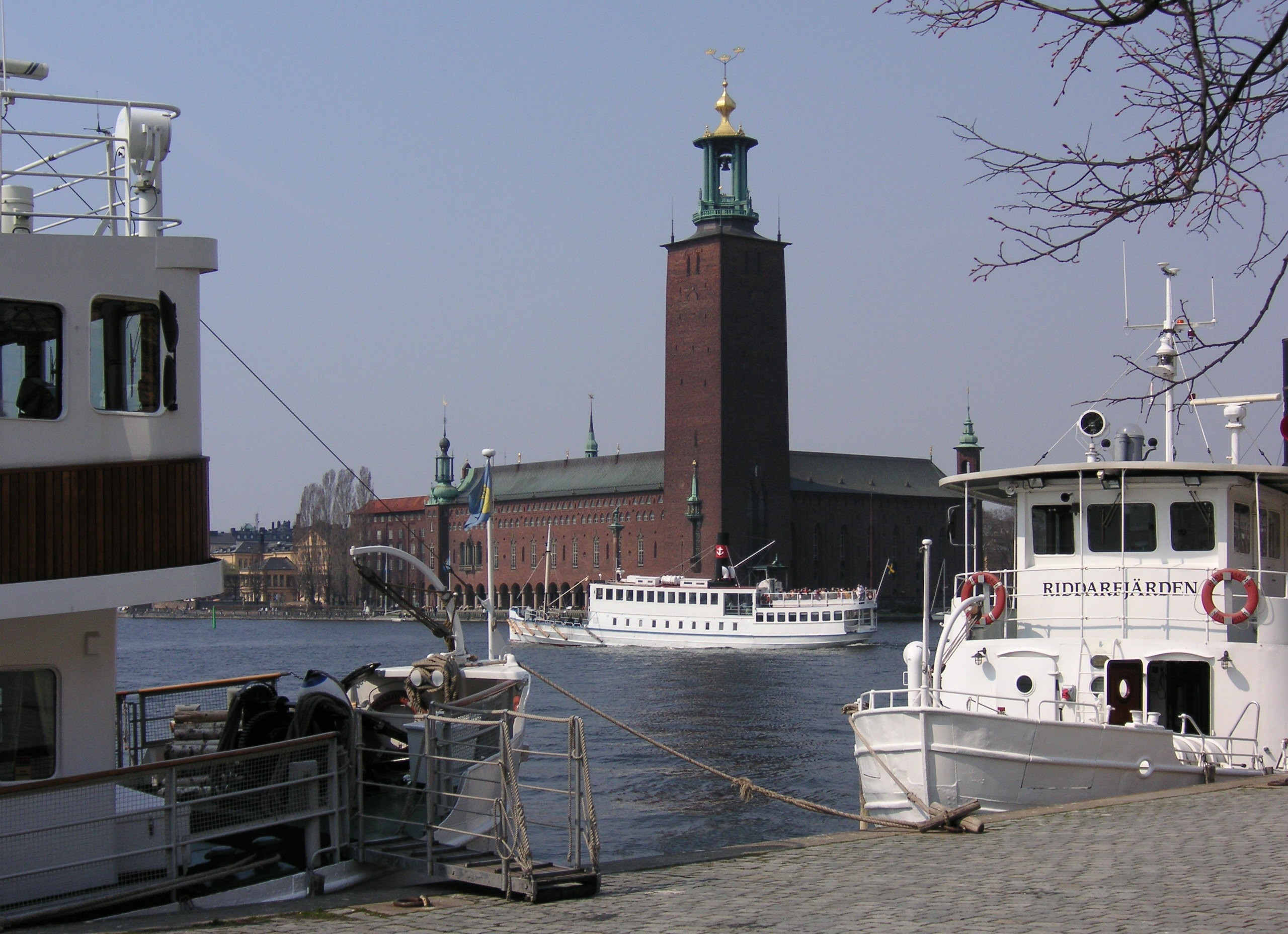
Norra Riddarholmshamnen med Stadshuset.

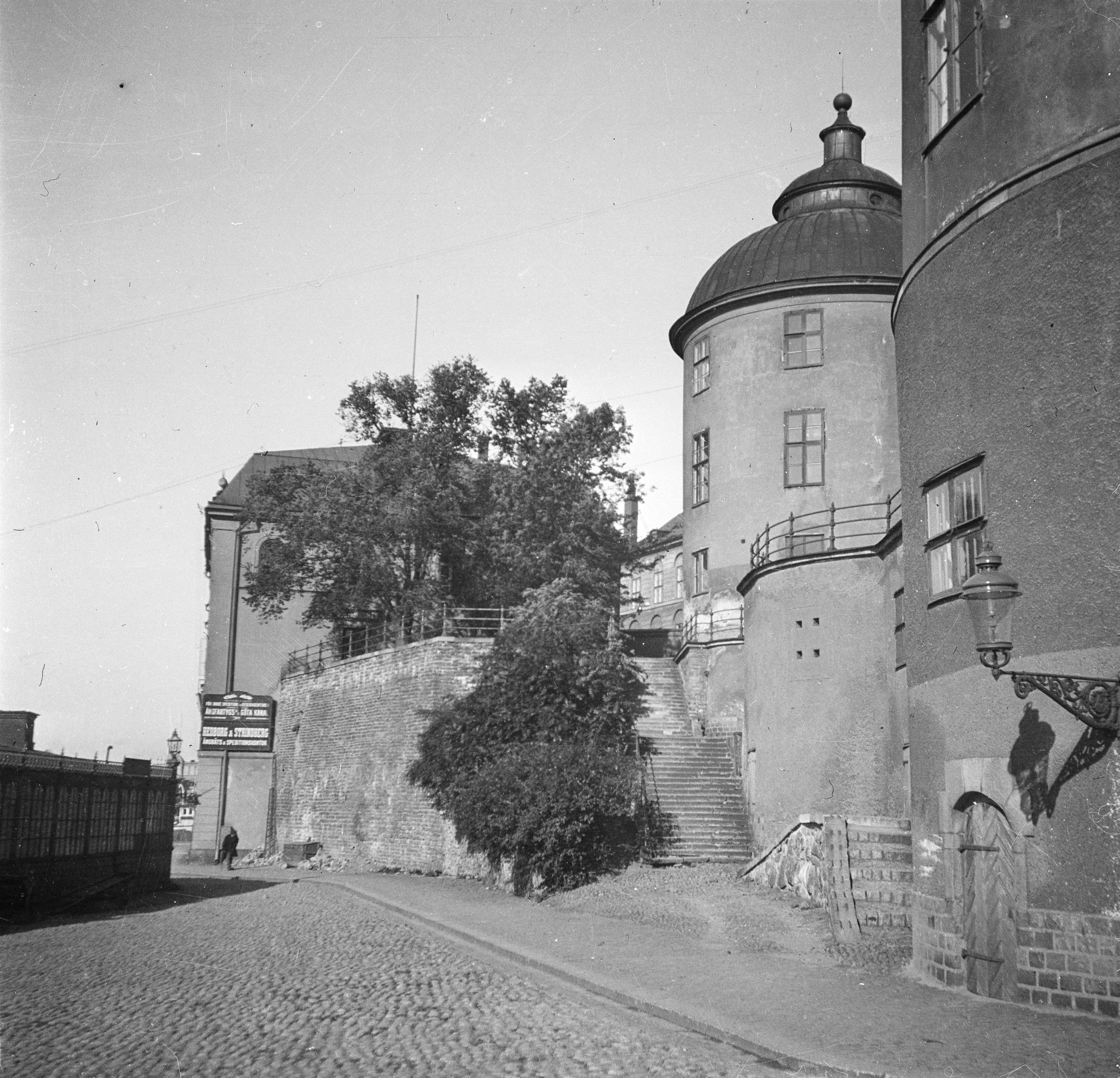
Riddarholmshamnen framför Wrangelska palatset, tidigt 1900-tal.

Norra Riddarholmshamnen är en gata och kaj mot Riddarfjärden på Riddarholmen i Stockholm. Den börjar vid Centralbron och Arkivgatan, sträcker sig runt norra delen av Riddarholmen och övergår i Södra Riddarholmshamnen i höjd Evert Taubes terrass. Gatan fick sitt namn 1925 samtidigt som Södra Riddarholmshamnen. Namnberedningen föreslog namnet 1922 med kommentaren: “redan vedertaget”.
Längs Norra Riddarholmshamnen finns Gamla auktionsverket, Birger Jarls torn, Överkommissariens hus och Norstedtshuset. Från kajen har man en grandios utsikt över Stockholms stadshus, här brukar ”MS Riddarholmen” och ”MS Riddarfjärden” ligga förtöjda.